# Герб Сернурского района
Герб муниципального образования «Сернурский муниципальный район» является официальным символом Сернурского района, символом местного самоуправления и муниципального статуса.
Ныне действующий герб утвержден в июне 2006 года.

## Описание герба
В рассеченном серебром и зеленью поле подобная острию оконечность переменных цветов, сопровождаемая по сторонам двумя сообращенными стоящими птицами с воздетыми крыльями; вершина оконечности заканчивается выступающим вилообразным крестом, в соединении два раза ромбовидно уширенным и с дважды гаммированными вовнутрь штамбовыми плечами.

## Символика
Основные цвета (тинктуры) герба:
Серебро (белый) означает чистоту миролюбие, белый свет; зеленый — символизирует надежду, богатство природы. Цвета соответствуют марийской орнаментальной традиции, характерной для сернурской стороны. Переменность цветов — геральдическое объединение орнаментального знака и полей щита.
Символика герба:
Композиция герба района составлена из древнемарийских космологических символов — мирового древа (древа жизни) и птиц. Элементы символики выполнены в традиционном стиле марийской вышивки.
Представление о мировом древе (и священной роще) как сложном прообразе мира, как символе мирового устройства и мифологическом объекте, соединяющем верхний средний и нижний миры, а также о священной водоплавающей птице как вестнике богов, сохранилось в марийской национальной культуре до наших дней. Это особенно характерно для северо-восточного региона Марий Эл, в частности, для Сернура.
Дерево символизирует бессмертие, вечность, жизненность, ибо черпает энергию из основных природных стихий: корни — из земли и воды, крона — от солнечных лучей из воздуха.
Птицы согласно геральдической традиции, косвенно указывают на преемственность сернурского герба по отношению к историческому гербу Уржумского уезда, в состав которого входила территория района.
Птицы в гербе — символ солнца, ветра, полета души, свободы, счастья, а также означают плодородие (женскую основу).